# Strada statale 121 Catanese
La strada statale 121 Catanese (SS 121) è il principale e più antico collegamento stradale tra le due maggiori città della Sicilia, Catania e Palermo.

## Storia
La strada fu istituita con la legge nº 1024 del 17 maggio 1928, con capisaldi in piazza Palestro, ai margini del centro storico di Catania, e l'intersezione con la strada statale 113 Settentrionale Sicula in località Acqua dei Corsari, nei pressi di Palermo. Fino al 1975, anno del completamento dell'autostrada A19, ha costituito il più diretto collegamento tra Palermo, Catania e le province dell'entroterra della Sicilia centrale. Il tracciato originario si svolgeva tra un continuo saliscendi ed innumerevoli curve lungo il percorso più sicuro di mezza costa, evitando le zone malariche e pantanose della Piana di Catania per lo più disabitate e raggiungeva ed attraversava quasi tutti i centri abitati arroccati tra il versante sud dell'Appennino Siculo e i monti Erei.  In periodo alto-medioevale la via corrispondente era detta strada dei tre valli, infatti congiungeva il Val di Noto, il Val Demone e il Val di Mazara.
Con l'aumento dei volumi di traffico e la realizzazione di assi autostradali e stradali a scorrimento veloce, la strada statale 121 nel tratto centrale è rimasta destinata a un traffico locale e non ha visto rilevanti interventi di velocizzazione, venendo sostituita nella funzione di collegamento sull'asse Palermo-Catania dall'autostrada. Le due tratte più prossime alle città di Catania e Palermo, invece, sono state inglobate in percorsi veloci di rilievo regionale, essendosi preferito, al momento della costruzione di nuove infrastrutture, stabilire una continuità lungo il nuovo itinerario principale piuttosto che mantenerla lungo la strada originaria. In particolare:
- Da Catania a Paternò la strada è stata ammodernata in un'arteria a carreggiate separate senza incroci a raso, localmente nota come superstrada Catania-Paternò, e prosegue, seppur a carreggiata unica, senza soluzione di continuità nella strada statale 284 Occidentale Etnea, verso i centri di Adrano e Bronte, delineando un asse viario veloce alle pendici ovest dell'Etna. La strada statale 121 prosegue invece attraverso lo svincolo di Paternò verso Regalbuto;
- Dal Bivio Manganaro a Villabate, la strada è inglobata nel percorso noto come scorrimento veloce Palermo-Agrigento, presentandosi quasi completamente in variante a carreggiata unica munita di svincoli e senza l'attraversamento di centri abitati. Questi (Vicari, Villafrati, Bolognetta, Misilmeri, Villabate) vengono attraversati dalla vecchia sede della statale, ora declassata a strada provinciale. Il percorso della strada, da Palermo verso Catania, in corrispondenza del bivio Manganaro, tra Vicari e Lercara Friddi, prosegue senza soluzione di continuità verso Agrigento come strada statale 189 della Valle del Platani, mentre la strada statale 121 prosegue attraverso l'uscita di svincolo verso Vallelunga Pratameno.

La realizzazione dell'innesto direttamente nell'autostrada A19 con lo svincolo di Villabate, ha comportato l'arretramento di qualche chilometro del caposaldo originario che era posto all'intersezione della strada statale 113 Settentrionale Sicula.

## Percorso
Con l'eccezione delle tratte estreme, note come superstrada Catania-Paternò e scorrimento veloce Palermo-Agrigento, tutto il percorso è contraddistinto da un continuo susseguirsi di curve, in quanto poche sono le opere d'arte notevoli e segue il contorno delle colline in maniera da inserirsi nel paesaggio senza troppi guasti ambientali; questo pregio dal punto di vista naturalistico costituisce però uno dei motivi maggiori per evitarla dal punto di vista automobilistico. Fino all'apertura dell'autostrada, infatti, spostarsi tra le due estremità voleva dire impegnare almeno sette ore di viaggio. Per gran parte del percorso si snoda ad altitudini tra i 500 e i 600 m s.l.m. scendendo a valle per attraversare fiumi e torrenti e risalendo poi in quota.

### Da Catania a Paternò
La strada ha origine a Catania, in piazza Palestro, e nel primo tratto, la strada attraversa il centro abitato con il nome di via Palermo. Dopo un tratto in variante, che la collega alla circonvallazione e alla tangenziale di Catania in corrispondenza dell'uscita di Misterbianco, dal km 4,800 al km 17,520 assume caratteristiche di superstrada, con due corsie per senso di marcia fino a Paternò, presentando diverse uscite per i centri e le zone commerciali e produttive di Misterbianco e Piano Tavola. La strada confluisce senza soluzione di continuità nella strada statale 284 Occidentale Etnea che prosegue verso Adrano con caratteristiche di scorrimento veloce, mentre la strada statale 121 attraversa il centro abitato di Paternò. Fino al km 7,330 la gestione è di competenza dei comuni che attraversa (Catania e Misterbianco). La costruzione di uno spartitraffico (a inizio anni novanta nella sola zona commerciale di Misterbianco e fino a Paternò una decina di anni dopo) ha notevolmente migliorato il livello di sicurezza nel trafficato tratto tra Catania e Paternò.

#### Tabella percorso
| Catanese tratto Catania - Paternò |                                                                   |      |           |
| Tipo                              | Indicazione                                                       | km   | Provincia |
|                                   | Catania Piazza Palestro                                           | 0,0  | CT        |
|                                   | Circonvallazione di Catania                                       | 3,6  | CT        |
|                                   | Tangenziale di Catania (svincolo di Catania Est-Misterbianco)     | 4,8  | CT        |
|                                   | Misterbianco zona industriale                                     | 4,9  | CT        |
|                                   | Misterbianco zona commerciale                                     | 6,1  | CT        |
|                                   | Misterbianco centro                                               |      | CT        |
|                                   | Misterbianco ovest per Motta Sant'Anastasia                       | 7,8  | CT        |
|                                   | Piano Tavola per Belpasso (uscita da/entrata per Catania)         | 9,1  | CT        |
|                                   | Piano Tavola per Belpasso (uscita da/entrata per Paternò)         | 10,1 | CT        |
|                                   | Piano Tavola zona industriale                                     | 10,8 | CT        |
|                                   | C.da Valcorrente per Motta Sant'Anastasia                         | 12,1 | CT        |
|                                   | Centro commerciale Etnapolis                                      | 13,5 | CT        |
|                                   | C.da Palazzolo - C.da Giaconia (entrata/uscita direzione Paternò) | 15,5 | CT        |
|                                   | C.da Palazzolo - C.da Giaconia (entrata/uscita direzione Catania) | 16,2 | CT        |
|                                   | Catanese (direzione Paternò)                                      | 17,0 | CT        |
|                                   | Paternò nord                                                      | 17,4 | CT        |
|                                   | Occidentale Etnea                                                 | 17,5 | CT        |

### Da Paternò al Bivio Manganaro

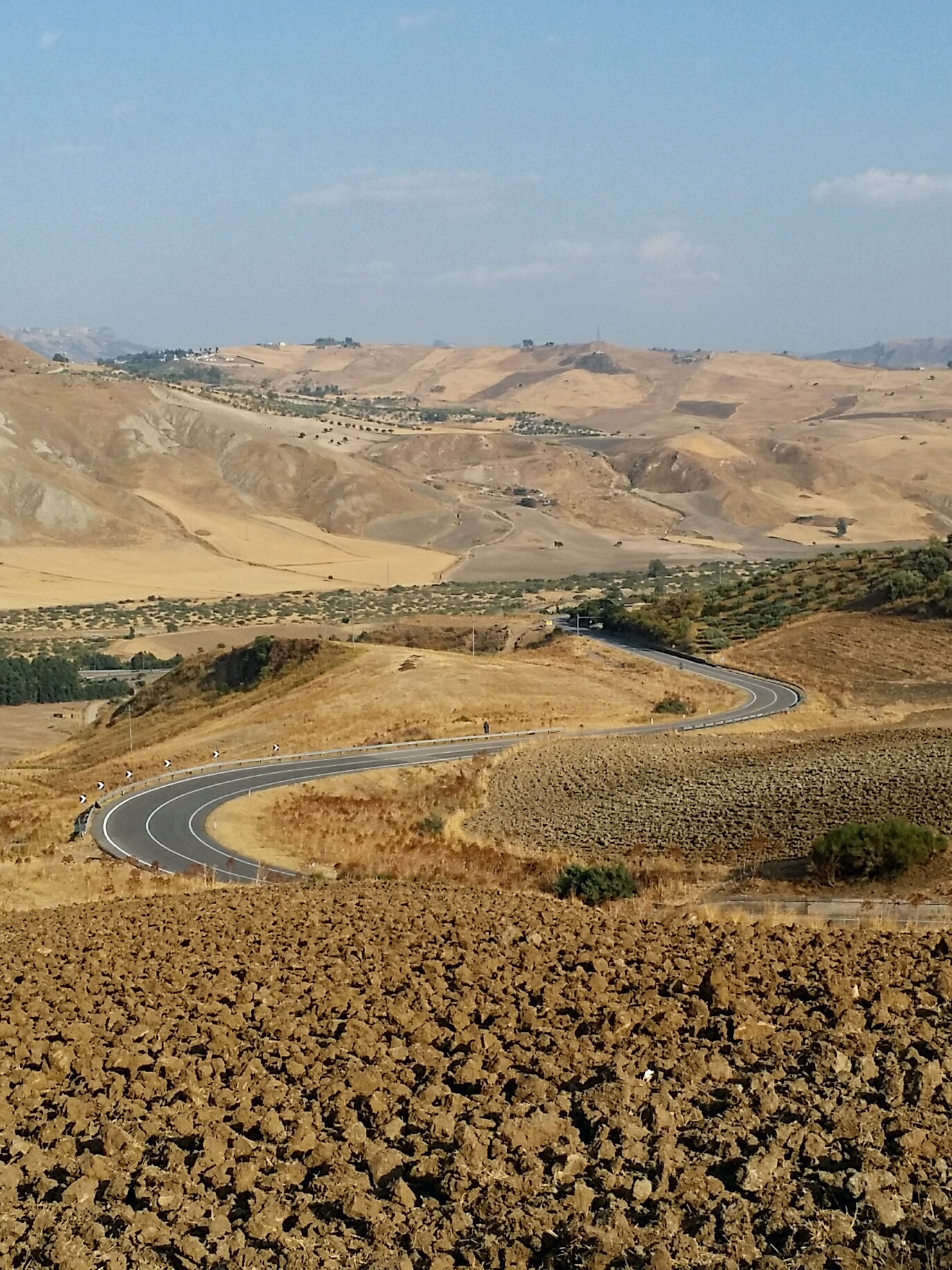
Curve tra ponte Cinque Archi e Santa Caterina Villarmosa

Dopo Paternò, in passato la strada attraversava i paesi di Santa Maria di Licodia, Biancavilla ed Adrano per mezzo dell'attuale SP 229/II, per poi ridiscendere nella valle del Simeto. Adesso la strada percorre il fondo valle, sul percorso dell'ex strada statale 575 di Troina. Dopo aver rintracciato il percorso storico - il nuovo tracciato è di circa 7,5 km più breve di quello originario, con conseguente adeguamento della progressiva chilometrica, tramite il ponte Maccarrone la strada attraversa il fiume Simeto, che segna il confine tra le province di Catania ed Enna. Immediatamente dopo il ponte vi si innesta il restante tratto della SS 575. La strada prosegue verso ovest superando il fiume Salso e attraversa Regalbuto; quindi lambisce il lago Pozzillo e raggiunge prima Agira e poi Nissoria dirigendosi verso Leonforte.
Alle porte di Leonforte dall'arteria si distacca la strada statale 117 Centrale Sicula; continua attraverso il centro di Leonforte e si dirige verso Enna passando a sud del lago Nicoletti. Presso il quadrivio della Misericordia si distaccano: la strada statale 117 bis Centrale Sicula, che tra l'altro la connette allo svincolo di Enna sulla A19; una strada secondaria collega l'arteria alla stazione di Enna; la strada statale 290 di Alimena, che conduce verso il centro di Calascibetta. Prosegue sulle pendici dei monti Erei, costeggiando a nord l'abitato di Enna alta, nel tratto in cui, presso il bivio Kamut, la strada raggiunge la massima altitudine di777 m s.l.m.; quindi raggiunge il centro di Villarosa e scende a valle.
Il ponte Cinque Archi le permette di superare l'Imera Meridionale, subito dopo il quale l'omonimo svincolo permette l'accesso all'autostrada A19. Presso il bivio Barriera Noce si distacca la strada statale 122 bis Agrigentina, che raggiunge Caltanissetta. Superato l'abitato di Santa Caterina Villarmosa, al km 142,2 la strada segue un percorso diverso da quello originario: quest'ultimo puntava verso nord e valicava la portella di Recattivo (quota 837 m s.l.m.), mentre il percorso attuale, più lungo di 1,2 km, prosegue verso ovest, attraversando l'abitato di Marianopoli, ma valicando la meno impegnativa portella Palermo, a quota 680 m s.l.m. Riallacciato il percorso originario, la strada prosegue per Vallelunga Pratameno.
La strada entra quindi nella città metropolitana di Palermo e prosegue verso Roccapalumba incontrando i bivi per Valledolmo e Alia. Alle porte di Roccapalumba vi si innesta la strada statale 285 di Caccamo, che raggiunge e supera il centro del paese. Infine si dirige verso il borgo Manganaro, nel comune di Vicari, presso l'omonimo bivio in cui vi si innesta la strada statale 189 della Valle del Platani al chilometro 202,6.

#### Tabella percorso
| Catanese tratto Paternò - Bivio Manganaro |                                                                                   |       |           |
| Tipo                                      | Indicazione                                                                       | km    | Provincia |
|                                           | Catanese (direzione SS 284, direzione Catania)                                    | 17,6  | CT        |
|                                           | Paternò                                                                           | 19,0  | CT        |
|                                           | II per Santa Maria di Licodia (ex SS 121)                                         | 27,0  | CT        |
|                                           | per Santa Maria di Licodia                                                        | 33,2  | CT        |
|                                           | per Biancavilla                                                                   | 35,0  | CT        |
|                                           | per Adrano, Biancavilla                                                           | 37,7  | CT        |
|                                           | per Adrano (ex SS 121)                                                            | 41,0  | CT        |
|                                           | Ponte Maccarrone Fiume Simeto                                                     | 41,5  | CT/EN     |
|                                           | per Troina                                                                        | 41,6  | EN        |
|                                           | a per Centuripe                                                                   | 44,3  | EN        |
|                                           | Regalbuto b per Catenanuova                                                       | 57,3  | EN        |
|                                           | bis per Raddusa per Gagliano Castelferrato                                        | 69,7  | EN        |
|                                           | Agira per Raddusa                                                                 | 72,5  | EN        |
|                                           | per Nicosia                                                                       | 73,1  | EN        |
|                                           | Nissoria                                                                          | 80,0  | EN        |
|                                           | per Mistretta                                                                     | 83,6  | EN        |
|                                           | Bivio Nissoria                                                                    | 84,0  | EN        |
|                                           | Leonforte per Villadoro                                                           | 85,9  | EN        |
|                                           | per Assoro                                                                        | 87,5  | EN        |
|                                           | Quadrivio della Misericordia per Piazza Armerina, Enna, Gela per Stazione di Enna | 103,9 | EN        |
|                                           | per Calascibetta, Alimena                                                         | 104,2 | EN        |
|                                           | Bivio Kamut per Enna                                                              | 106,0 | EN        |
|                                           | per Palermo-Catania (Svincolo Ferrarelle)                                         | 112,5 | EN        |
|                                           | Villarosa                                                                         | 119,5 | EN        |
|                                           | Ponte Cinque Archi Fiume Imera meridionale                                        | 125,1 | CL        |
|                                           | Palermo-Catania (Svincolo di Ponte Cinque Archi)                                  | 125,8 | CL        |
|                                           | Bivio Barriera Noce per Caltanissetta                                             | 134,6 | CL        |
|                                           | Santa Caterina Villarmosa                                                         | 138,4 | CL        |
|                                           | per Portella di Recattivo (ex SS 121)                                             | 142,2 | PA        |
|                                           | Portella Palermo per San Cataldo                                                  | 150,0 | PA        |
|                                           | Marianopoli                                                                       | 154,3 | CL        |
|                                           | per Villalba                                                                      | 160,5 | CL        |
|                                           | per Portella di Recattivo (ex SS 121)                                             | 163,9 | PA        |
|                                           | Ferrovia Palermo-Catania                                                          | 164,8 | CL        |
|                                           | per Villalba                                                                      | 168,8 | CL        |
|                                           | Vallelunga Pratameno                                                              | 170,5 | CL        |
|                                           | per Valledolmo                                                                    | 177,5 | CL/PA     |
|                                           | per Alia, Montemaggiore Belsito                                                   | 188,2 | PA        |
|                                           | di Caccamo                                                                        | 198,1 | PA        |
|                                           | Bivio Manganaro per Agrigento, Lercara Friddi per Vicari                          | 202,6 | PA        |

### Dal Bivio Manganaro a Villabate
Dal bivio Manganaro (la progressiva riprende dal km 204,600) fino a Palermo, il tracciato della SS 121 è stato negli anni oggetto di pesanti interventi al fine di includerlo nel collegamento stradale Palermo-Agrigento insieme alla SS 189. Il tracciato storico attraversava i centri di Vicari, Villafrati, Bolognetta, Misilmeri e Villabate, per poi terminare nella periferia di Palermo, presso Acqua dei Corsari, immettendosi sulla strada statale 113 Settentrionale Sicula. L'attuale sede stradale corre in gran parte in variante rispetto al vecchio tracciato, e i centri abitati prima citati sono collegati ad essa tramite bretelle e svincoli. In prossimità di Bolognetta vi si innesta la strada statale 118 Corleonese Agrigentina. Nel 2018 sono in corso lavori di ammodernamento, con la costruzione di tratti a carreggiate separate, tra il Bivio Manganaro e Bolognetta. L'ammodernamento del tratto da Bolognetta all'Autostrada A19, con un percorso completamente in variante con il collegamento con un nuovo svincolo autostradale ad ovest di Bagheria, è allo stato di progetto.
La strada termina confluendo sull'autostrada A19, in corrispondenza dello svincolo di Villabate, dove la diramazione per via Giafar permette di raggiungere il capoluogo siciliano.

#### Tabella percorso
| Catanese tratto Bivio Manganaro - Villabate |                                                                              |       |           |
| Tipo                                        | Indicazione                                                                  | km    | Provincia |
|                                             | Bivio Manganaro per Agrigento per Vicari                                     | 204,6 | PA        |
|                                             | per Vicari                                                                   |       | PA        |
|                                             | per Vicari                                                                   |       | PA        |
|                                             | per Campofelice di Fitalia, Ciminna                                          |       | PA        |
|                                             | per Villafrati est                                                           |       | PA        |
|                                             | per Mezzojuso, Campofelice                                                   |       | PA        |
|                                             | per Cefalà Diana, Villafrati ovest                                           |       | PA        |
|                                             | per Baucina                                                                  |       | PA        |
|                                             | Bolognetta                                                                   |       | PA        |
|                                             | per Corleone, Marineo e Agrigento Bolognetta                                 |       | PA        |
|                                             | Misilmeri sud                                                                |       | PA        |
|                                             | per Bagheria Misilmeri                                                       |       | PA        |
|                                             | Misilmeri nord                                                               |       | PA        |
|                                             | Palermo-Catania (Svincolo di Villabate) Diramazione per via Giafar Villabate | 252,9 | PA        |